# María Rosete Sánchez
María de Jesús Rosete Sánchez es una política y líder social mexicana, actualmente miembro del Partido del Trabajo. Es diputada federal por el distrito 8 de la Ciudad de México desde 2018

## Reseña biográfica
María Rosete es licenciada en Derecho y comerciante. Destacó como líder de comerciantes ambulantes como presidenta del Frente Metropolitano de Organizaciones Populares, de la Unión de Comerciantes ambulantes Los hijos de la Coalición y de Tepito cuna de campeones. De 1992 a 1999 fue miembro del Partido Revolucionario Institucional, de 2000 a 2017 del Partido de la Revolución Democrática, entre 2018 y 2019 del Partido Encuentro Social y desde ese mismo año y hasta la fecha, del Partido del Trabajo.
En 2018 fue electa diputada federal postulada por la coalición Juntos Haremos Historia, a la LXIV Legislatura en la que formó parte de la bancada del PES hasta su disolución. En la LXIV Legislatura fue secretaria de la comisión de Economía Social y Fomento del Cooperativismo y de la comisión de Trabajo y Previsión Social; e integrante de la comisión del Deporte.
En agosto de 2019 cobró notoriedad en los medios masivos y redes sociales en México, al darse a conocer que había presentado una iniciativa de ley que presuntamente regularía la violencia digital en redes sociales, que se traduciría en la prohibición del uso de los términos «lord» o «lady», que en México son popularmente utilizados para apodar en las redes sociales a personas señaladas por realizar abusos o escándalos públicos. Esto la llevó a ser señalada con el hashtag «#LadyCensura»; ella rechazó el hecho, señalando además que la autoría de la iniciativa era de la diputada Olga Patricia Sosa Ruiz y que en ningún momento pretendía censurar las redes.
En septiembre de 2019, impulsó la primera Iniciativa Ciudadana para el reconocimiento del trabajo no asalariado en la Ciudad de México, logrando recabar aproximadamente 36 mil firmas y siendo dicha iniciativa reconocida por el Instituto Electoral de la Ciudad de México e ingresada en el Congreso de la Ciudad de México para su dictaminación.
El 29 de marzo de 2020 fue confirmado que había sido dignósticada de forma positiva con la enfermedad por coronavirus, siendo la tercera diputada federal en ser afectada, tras Jorge Alcibíades García Lara y María Libier González Anaya.